# 李乐成
李乐成（1965年3月27日—），男，汉族，湖北监利人，中华人民共和国政治人物。华中工学院（今华中科技大学）机械制造工艺设备及自动化专业毕业，中共第二十届中央委员。曾任中共湖北省委常委、襄阳市委书记，湖北省人民政府常务副省长，中共辽宁省委副书记、辽宁省人民政府省长等职务。现任工业和信息化部党组书记、部长，系中共第二十届中央委员。

## 生平

### 早年及湖北省
1984年8月参加工作，历任荆门市沙洋机械厂技术员、技术科长、副厂长、厂长。
1991年12月加入中国共产党。
1996年12月，任荆门市机械冶金工业总公司副总经理、党委委员。
1998年2月，任荆门市机械冶金工业总公司总经理、党委书记。
1999年12月，任湖北东光集团有限公司副董事长、总经理、党委副书记。
2000年7月，任湖北东光集团有限公司董事长、总经理、党委书记。
2002年1月，任中共荆门市委常委、市总工会主席。
2003年9月，任中共荆门市委常委、组织部部长，荆门市总工会主席。
2007年1月，任中共荆门市委常委，荆门市人民政府常务副市长。
2008年2月，任中共宜昌市委副书记。
2008年3月，任宜昌市人民政府代市长、市长、党组书记。
2013年，当选第十二届全国人民代表大会湖北省代表。
2013年3月，任湖北省发展和改革委员会主任。
2017年2月，任中共襄阳市委书记。
2017年6月，当选为中共湖北省委常委。
2021年1月，任湖北省人民政府常务副省长。

### 辽宁省
2021年10月，任中共辽宁省委副书记，辽宁省人民政府副省长、代省长。
2022年1月，当选为辽宁省人民政府省长。
2022年10月，当选为中共第二十届中央委员。

### 工业和信息化部
2025年2月，调任工业和信息化部党组书记，次月辞去辽宁省人民政府省长职务。
2025年4月，出任工业和信息化部部长。